# Guerra di restaurazione della Repubblica Dominicana
La guerra di restaurazione della Repubblica Dominicana fu una guerriglia combattuta tra il 1863 ed il 1865 nel territorio della Repubblica Dominicana tra nazionalisti e coloni spagnoli, i quali avevano ricolonizzato il paese 17 anni dopo la sua indipendenza. La guerra portò alla restaurazione della sovranità della Repubblica Dominicana, al ritiro delle forze spagnole, alla separazione del Capitaneria generale di Santo Domingo dalla Spagna ed alla fondazione di una seconda repubblica.

## Antefatto
Il generale Pedro Santana aveva strappato la presidenza a Buenaventura Báez, che aveva portato alla bancarotta il tesoro nazionale per generare profitti per sé stesso. Di fronte ad una crisi economica ed alla possibilità di una ripresa degli attacchi da Haiti, Santana chiese alla Spagna di riprendere il controllo del paese, dopo un periodo di 17 anni dall'indipendenza della repubblica. La Spagna era dubbiosa in principio, ma quando gli Stati Uniti si trovarono occupati nella loro guerra civile e sarebbero quindi stati incapaci di far valere la dottrina Monroe, l'intervento spagnolo venne visto dalla madrepatria come la possibilità di ristabilire il proprio controllo sull'America latina. Il 18 marzo 1861, venne annunciata l'annessione e Santana divenne governatore generale della nuova provincia.
Questo atto, ad ogni modo, non venne ben ricevuto da tutti. Il 2 maggio il generale José Contreras guidò una ribellione che fallì e Francisco del Rosario Sánchez guidò invece un'invasione da Haiti (che ufficialmente era neutrale), ma venne catturato e giustiziato il 4 luglio 1861. Santana stesso non si trovò a suo agio nel nuovo regime. Egli scoprì di aver accumulato un notevole potere sotto il dominio spagnolo e da presidente avrebbe potuto guidare una nazione indipendente e per questo si dimise dal proprio incarico nel gennaio del 1862.
Gli ufficiali spagnoli iniziarono ad alienare la popolazione con una politica nota col nome spagnolo di bagajes, che richiedeva che i cittadini fornissero animali da lavoro ai militari spagnoli senza compensazioni. Questo fatto divenne particolarmente problematico nella regione del Cibao, a nord, dove i contadini dipendevano molto dai loro animali per l loro sopravvivenza. Un secondo fattore era di natura culturale: il nuovo arcivescovo giunto dalla Spagna notò come molte coppie sull'isola non erano sposate con rito cattolico. La situazione ad ogni modo era spiegabile con la scarsa presenza di sacerdoti nel paese, con la povertà e addirittura con la mancanza di strade adeguate per permettere alle persone dei villaggi di raggiungere le chiese. Con le migliori intenzioni, l'arcivescovo Bienvenido de Monzón volle risolvere la situazione nel più breve tempo possibile, ma le sue richieste non fecero altro che irritare la popolazione locale che aveva ormai accettato la situazione creatasi come normale.
Economicamente, il nuovo governo impose anch'esso delle tariffe alte su beni non spagnoli e tentò di stabilire un monopolio del tabacco sull'isola, ponendo così in secondo piano la classe mercantile locale. Dalla fine del 1862, gli ufficiali spagnoli iniziarono a temere la possibilità di una ribellione nella regione del Cibao (i sentimenti anti-spagnoli non erano così sentiti a sud). Per quanto non fossero vere, iniziarono anche a circolare delle idee secondo le quali la Spagna avrebbe re-istituito la schiavitù ed avrebbe trasportato con la forza i dominicani a Cuba ed a Puerto Rico.
Nel frattempo, la Spagna nel gennaio del 1862 dichiarò ufficialmente di essere interessata a riprendere il controllo dei territori che Toussaint Louverture aveva preso per Haiti nel 1794. Per fare ciò, il governo spagnolo cacciò gli haitiani che abitavano al confine con la Dominica. Il presidente haitiano Fabre Geffrard rinunciò quindi alla sua posizione di neutralità ed iniziò ad aiutare esplicitamente i ribelli dominicani.

## La guerra
Il 16 agosto 1863, un nuovo gruppo sotto la guida di Santiago Rodríguez tentò un raid a Capotillo, presso Dajabón, e vi innalzò la bandiera dominicana. Quest'azione, nota come El grito de Capotillo, segnò l'inizio della guerra.
Città dopo città l'intera regione di Cibao si ribellò e il 3 settembre, una forza di 6000 dominicani a comando del generale Gaspar Polanco assediarono Fort San Luis e gli 800 soldati spagnoli presenti a Santiago, catturando la città il 13 settembre. I ribelli stabilirono un nuovo governo nazionale il giorno successivo, con José Antonio Salcedo quale presidente autoproclamato, e denunciarono immediatamente Santana, che ora guidava le forze spagnole, come traditore. Salcedo tentò di ottenere l'assistenza degli Stati Uniti, ma questi rifiutarono.
La Spagna aveva difficoltà a combattere i ribelli. Nel corso della guerra, spesero 33 000 000 di pesos e persero 10 000 uomini (perlopiù a causa della febbre gialla. Santana, che in precedenza era stato onorato come superbo maestro di tattica militare, non riuscì a rompere la resistenza dominicana. Nel marzo del 1864, disobbedì agli ordini di concentrare le sue forze attorno a Santo Domingo e lasciò il suo comando al governatore generale José de la Gándara, che inviò Santana a Cuba per affrontare la corte marziale. Ad ogni modo, Santana morì poco dopo questi eventi.
La Gándara tentò un cessate il fuoco coi ribelli. Con Salcedo si accordò per dei termini di pace, ma nel bel mezzo dei negoziati, Salcedo venne detronizzato ed assassinato da un gruppo di ribelli guidato da Gaspar Polanco. Polanco sapeva che Salcedo stava prendendo iniziative contro le autorità spagnole, facendo però gravi errori militari e pianificando di richiamare il vecchio presidente Buenaventura Báez, che i ribelli odiavano più degli spagnoli. Anche se Báez si era inizialmente opposto all'annessione spagnola, una volta iniziata questa egli si portò a vivere in Spagna dove ottenne anche il rango di maresciallo di campo dell'esercito spagnolo. Tornò nella Repubblica Dominicana solo alla fine della guerra.
In Spagna, la guerra diede prova di essere estremamente impopolare. Combinata con altre crisi politiche che nel frattempo si erano manifestate, essa contribuì alla caduta del primo ministro spagnolo Leopoldo O'Donnell nel 1866. Il ministro della guerra spagnolo ordinò la cessazione delle operazioni militari sull'isola mentre il nuovo primo ministro Ramón María Narváez portò il caso presso le Corti Generali.
Il governo di Polanco ebbe però breve vita. Dopo un fallito attacco alla posizione spagnola a Monte Cristi e gli sforzi per concedere il monopolio del tabacco ai suoi amici e sostenitori, venne detronizzato da un movimento supportato da suo fratello, il generale Juan Antonio Polanco, da Pedro Antonio Pimentel e da Benito Moncion che nominarono Benigno Filomeno de Rojas quale nuovo presidente e Gregorio Luperón come vicepresidente nel gennaio del 1865. La giunta provvisoria, con la pausa dalla guerra, scrisse una nuova costituzione e quando questa venne adottata dallo stato, il generale Pedro Antonio Pimentel divenne il nuovo presidente effettivo dal 25 marzo 1865.
Nel contempo era terminata la guerra civile americana e dall'altra parte dell'Atlantico, le Cortes avevano iniziato ora a considerare un possibile intervento degli Stati Uniti nel conflitto e decisero di non foraggiare più una guerra di cui, in fin dei conti, non avevano bisogno. Il 3 marzo 1865, la regina Isabella II di Spagna siglò l'annullamento dell'annessione. Al 15 luglio tutte le truppe spagnole avevano lasciato l'isola.

## Conseguenze

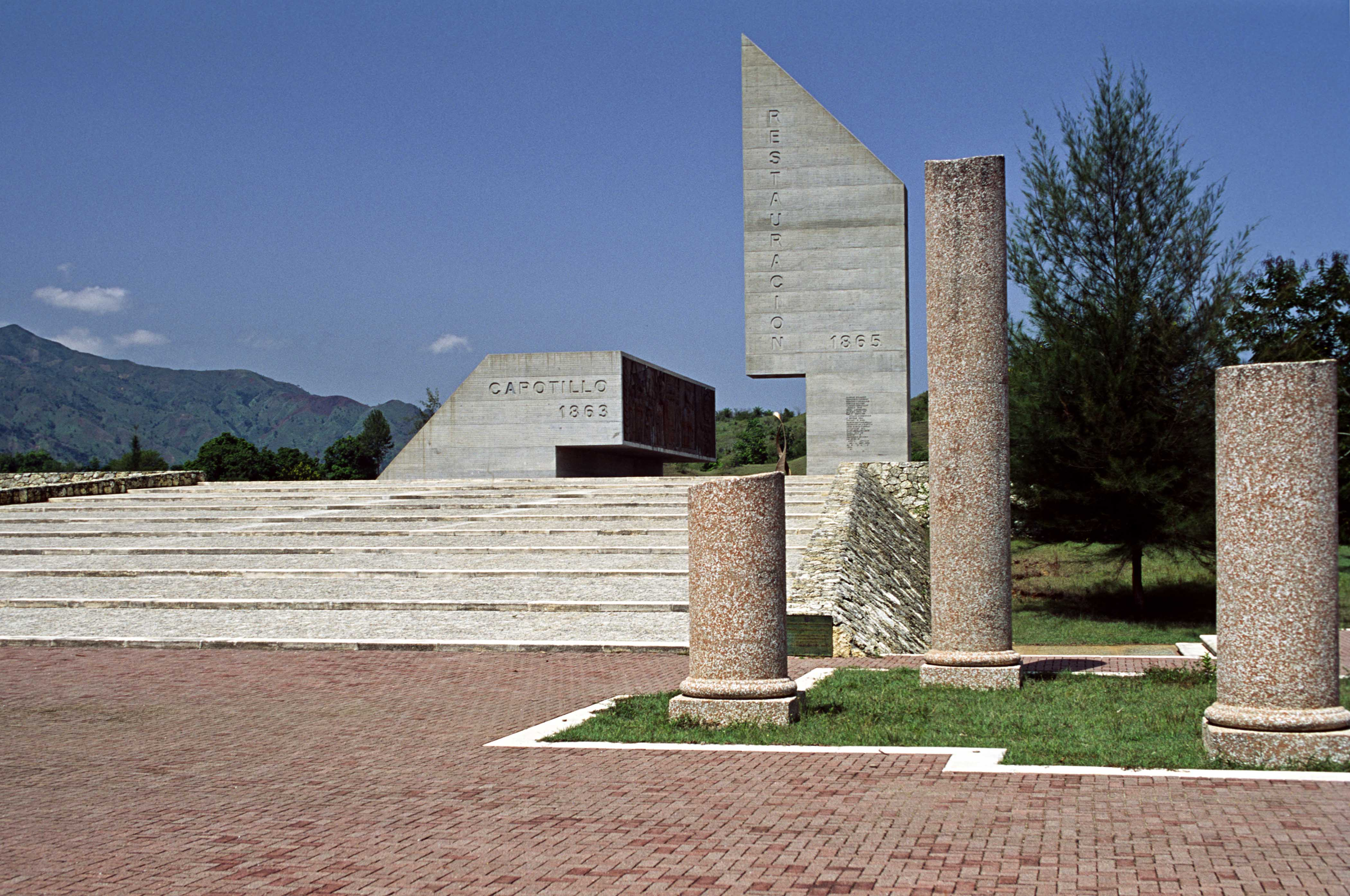
Monumento alla guerra della restaurazione dominicana

Anche se molte città dominicane rimasero distrutte dagli scontri e l'agricoltura (a parte quella del tabacco) venne pesantemente danneggiata e lo rimase per anni, la guerra di restaurazione dominicana riportò alto l'orgoglio della popolazione locale. La vittoria dei dominicani smosse i nazionalismi di Cuba e Puerto Rico e l'idea che la Spagna potesse essere sconfitta in guerra. Sull'altro fronte, la politica locale passò sempre più nelle mani di alcuni caudillos regionali, o di uomini forti che mantenevano il governo della regione più per sé stessi e per i loro interessi che per il bene della nazione. Questo sistema di governo persistette sino alla fine del XX secolo.
La politica dominicana rimase instabile per diversi anni. Pimentel rimase presidente per cinque mesi prima di essere rimpiazzato da José María Cabral. Cabral a sua volta venne spodestato da Buenaventura Báez nel dicembre del 1865, ma riprese la presidenza nel maggio del 1866. I suoi negoziati con gli Stati Uniti su una possibile vendita dell'area attorno alla baia di Samaná lo resero così impopolare che Báez fu in grado di tornare ancora una volta alla presidenza nel 1868.
Nelle relazioni tra isole, la guerra segnò un nuovo livello di cooperazione tra Haiti e la Repubblica Dominicana. Sino a quel momento, Haiti aveva considerato l'isola di Hispaniola come "indivisibile" ed aveva tentato di conquistarne la parte orientale più volte ma senza successo. La guerra costrinse Haiti a riconoscere che il suo obbiettivo era essenzialmente irraggiungibile.
Il 16 agosto viene commemorato come festività nazionale nella Repubblica Dominicana.